# Abraham Flexner
Abraham Flexner (13 de noviembre de 1866 - 21 de septiembre de 1959) fue un educador norteamericano, destacado por su papel en la reforma de la educación superior de las escuelas de medicina en Estados Unidos y Canadá.
Después de fundar y dirigir una escuela preparatoria para la universidad de su ciudad natal en Louisville, Kentucky, Flexner publicó una evaluación crítica de la situación del sistema educativo norteamericano en 1908 titulado: "The American College: A Criticism" (El Colegio Americano: Una crítica). Fue muy crítico con las clases magistrales como método de enseñanza. Consideraba que se usaban porque "permiten a las universidades educar de manera barata a un gran número de estudiantes que de otra manera serían inmanejables y, además, dejan tiempo al profesor para la investigación". Flexner consideraba que la investigación estaba restando importancia y recursos a la enseñanza. Su trabajo atrajo la atención de la Fundación Carnegie para encargar una evaluación a fondo de 155 colegios y universidades en los Estados Unidos y Canadá. Fue su resultante homónimo, el Informe Flexner, publicado en 1910, lo que provocó la reforma de la educación médica en los Estados Unidos y Canadá. Flexner fue también uno de los fundadores del Instituto de Estudios Avanzados de Princeton, que reunió a algunas de las mentes más grandes de la historia para colaborar en el descubrimiento intelectual y la investigación. Su papel como reformador de la enseñanza fue de vital importancia y se convirtió en una figura de referencia en todos los comités y organismos educativos.

## Biografía

### Primeros años y educación
Flexner nació en Louisville, Kentucky, el 13 de noviembre de 1866. Era el sexto de los nueve hijos de inmigrantes judíos ortodoxos alemanes, Morris Flexner y Esther Abraham. Su padre prosperó mucho durante la Guerra civil, pero acabó en la bancarrota después de los sucesos económicos de 1873. Estuvo seis años en la Louisville Male High School. Con la ayuda de su hermano Jacob, propietario de una farmacia, llegó a ser el primero de la familia en tener educación en un College. En 1886, a los 19 años, Flexner completó una Licenciatura en Clásicos en la recién fundada Universidad Johns Hopkins, donde estudió durante dos años. En 1905, realizó estudios de posgrado en la Universidad de Harvard y en la Universidad de Berlín.

### Vida personal
Flexner tenía tres hermanos llamados Jacob, Bernard y Simon Flexner. También tenía una hermana llamada Rachel Flexner.
Abraham estimuló a su hermano mayor Simon para que también estudiara, y lo hizo, en la Escuela de Medicina de la Universidad Johns Hopkins, destacando en el campo de la microbiología, convirtiéndose en patólogo, bacteriólogo y en un investigador médico empleado por el Instituto Rockefeller para la Investigación Médica desde 1901 hasta 1935. Ambos hermanos destacaron en su campo, Simon lo hizo en la investigación y Abraham lo hizo en el de la educación. Abraham también financió los estudios de grado de su hermana en el Bryn Mawr College. Bernard siguió la carrera de derecho practicando tanto en Chicago como en Nueva York.
En 1896, Flexner se casó con una antigua alumna de su escuela, Anne Laziere Crawford. Ella era una maestra que pronto se convirtió en una exitosa dramaturga y autora de libros para niños. Tuvo mucho éxito su obra "La señora Wiggs y Cabbage Patch". La pareja tuvo dos hijas Jean y Eleanor. Jean se convirtió en una de los fundadoras de la División de Normas Laborales de los Estados Unidos. Eleanor Flexner se convirtió en un académica independiente y pionera de los estudios sobre las mujeres.

### Muerte
Flexner murió en Falls Church, Virginia el 21 de septiembre de 1959 a los 92 años de edad. Fue enterrado en el cementerio de la colina en Louisville, Kentucky.

## Carrera

### La enseñanza experimental
Ingresó en 1884 en la recién fundada Universidad Johns Hopkins, donde realizó estudios clásicos y se graduó en dos años. Abraham quedó impresionado por el sistema de enseñanza de esta universidad, inspirado en el modelo alemán. Daniel Coit Gilman, el primer presidente de la universidad, le persuadió de la importancia que tenía la investigación original en todos los campos de la enseñanza.
Cuando regresó a Louisville en 1886, Flexner enseñó en la "high school" (escuela secundaria) local por espacio de cuatro años. Creó después su propia escuela preparatoria, conocida como "Mr. Flexner School" (Escuela del Sr. Flexner) entre cuyos objetivos figuraba el de preparar estudiantes para ingresar en los "colleges" del este. Flexner desarrolló un modelo en el que apenas existían reglas, no había exámenes, buscaba desarrollar las habilidades individuales de cada estudiante y fomentaba la automotivación. Fue así como despertó el interés de Charles William Eliot, presidente de la Universidad de Harvard a quien acabó conociendo. Escribió un artículo para la "Educational Review" (Revista de Educación), llamado: "A Freshman at Nineteen" (Un Estudiante de Primer Año a los 19), en el que expuso sus métodos y sus ideas.
En 1905 cerró su escuela y se marchó a Harvard para completar su formación de grado cursando un master sobre educación. Estudió sobre todo filosofía y psicología, materias relacionadas con su interés en los problemas pedagógicos. Contó con la ayuda financiera de su esposa, Anne, escritora de obras de teatro.
El sistema de enseñanza de Harvard no le impresionó demasiado y, tras recibir su título se marchó a Europa, donde pasó un año en la Universidad de Heilderberg en Alemania. En 1908 publicó su libro "The American College: A Criticism" (El Colegio Americano: Una crítica) que ataca frontalmente el sistema en enseñanza superior americano.
Con el comienzo de siglo comenzó a haber un consenso en el país en lo relativo a la enseñanza de la medicina: materias del currículo, requisitos de entrada, prácticas clínicas y de laboratorio, combinar investigación y docencia, y, por supuesto, integrarse en las universidades. Desde la guerra civil, las escuelas de medicina habían realizado grandes progresos, pero necesitaban de un consenso sobre los estándares de calidad y de contenido. Estos temas preocupaban al "Consejo de Educación Médica" de la "American Medical Association" (Asociación Médica Americana) que, en 1906, investigó la situación y recogió documentación al respecto. Dado que no era demasiado ético que la Asociación se pronunciara sobre la educación médica, se invitó a la "Fundación Carnegie para el Avance de la Educación" para que desarrollara un estudio semejante. Su presidente, Henry Prichett aceptó la invitación y encargó el trabajo a Flexner.

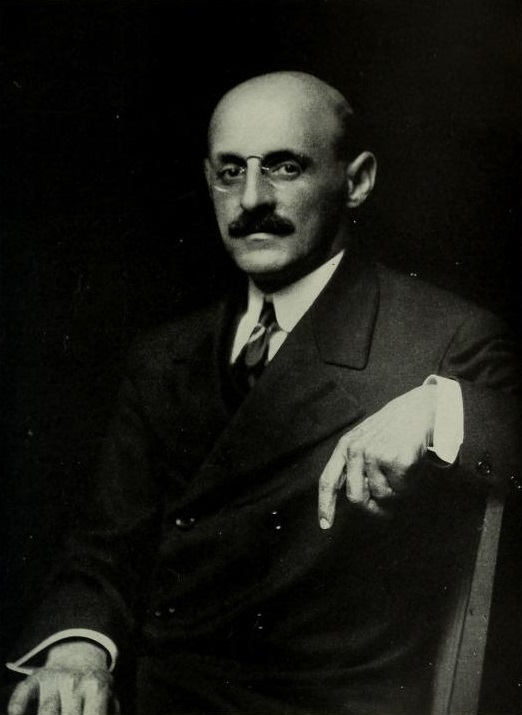
Fotografía de Abraham Flexner en 1910, por Hollinger

En la elección quizás jugó un papel importante la primera obra de Flexner, o también la influencia de su hermano Simon Flexner que, por entonces era un conocido virólogo que dirigía el Instituto Rockefeller para la Investigación Médica. Flexner pensó que Henry Pritchett lo había confundido con su hermano y le dijo que él no era un profesional de la medicina. Aquel le respondió que era precisamente lo que estaba buscando. Su opinión era que el estudio no debía hacerse desde la perspectiva de los profesionales de la medicina sino desde las posturas de un educador.
La Escuela de Medicina de Johns Hopkins, fundada en 1893, tenía un modelo que para Flexner se "adaptaba a las condiciones americanas y reunía las mejores características de la educación médica inglesa, francesa y alemana". Johns Hopkins tuvo éxito con su lema "Aprender haciendo" que modificaba los viejos métodos didácticos. Otras universidades como Harvard y Míchigan también habían actualizado sus escuelas de medicina. Sin embargo, había un gran número de universidades menores y escuelas privadas con niveles de calidad muy variables. En algunas de ellas se podía obtener el título en solo dos semestres. Algunas apenas ofrecían formación práctica y en casi ninguna había laboratorios.
Flexner recogió información de primera mano de todas las escuelas de Estados Unidos y Canadá, un total de ciento cincuenta y cinco. En general era bien recibido en todas ellas, sobre todo por el prestigio y los beneficios que les podía acarrear la Fundación Carnegie. Flexner examinaba las condiciones de admisión, las instalaciones, los laboratorios, la competencia del profesorado, los programas, etc.
El informe final "Medical Education in the United States and Canada" (Educación Médica en Estados Unidos y Canadá) se publicó en 1910 como el Boletín número cuatro de la Fundación Carnegie "For the Advancement of Teaching" (Por el Progreso de la Enseñanza). Tuvo gran repercusión en la prensa y comenzaron a sumarse voces que solicitaban cambios. Eso creó también un clima financiero positivo. Muchas instituciones aceptaron su evaluación y sus recomendaciones, pero las más pequeñas acabaron por cerrar. El modelo a seguir era el de Johns Hopkins, es decir, instituciones fuertes y poderosas, que formaran parte de la universidad y donde los médicos y científicos tuvieran dedicación exclusiva a la enseñanza y a la investigación de calidad.
Flexner recomendó reducir el número de escuelas y, en consecuencia, el número de estudiantes. Según él, se formaba a demasiados médicos para las necesidades del mercado. Treinta y una escuelas podían hacer mejor trabajo que las 155 que había visitado, diferentes en calidad. Sugirió que las escuelas médicas se articularan con las universidades; que se exigieran dos años de ciencias a los estudiantes que quisieran ingresar; integrar la enseñanza práctica en los hospitales; creación de laboratorios y desarrollo de investigación; estructuración de los estudios en materias básicas, propias de un preclínico, y materias de tipo clínico; fomentar la dedicación exclusiva no sólo entre los profesores de materias preclínicas, sino también entre los clínicos. Para Flexner no era rentable tener médicos incompetentes. Su idea de reducir las escuelas en zonas rurales y para los más pobres, especialmente negros, sería hoy muy polémica.

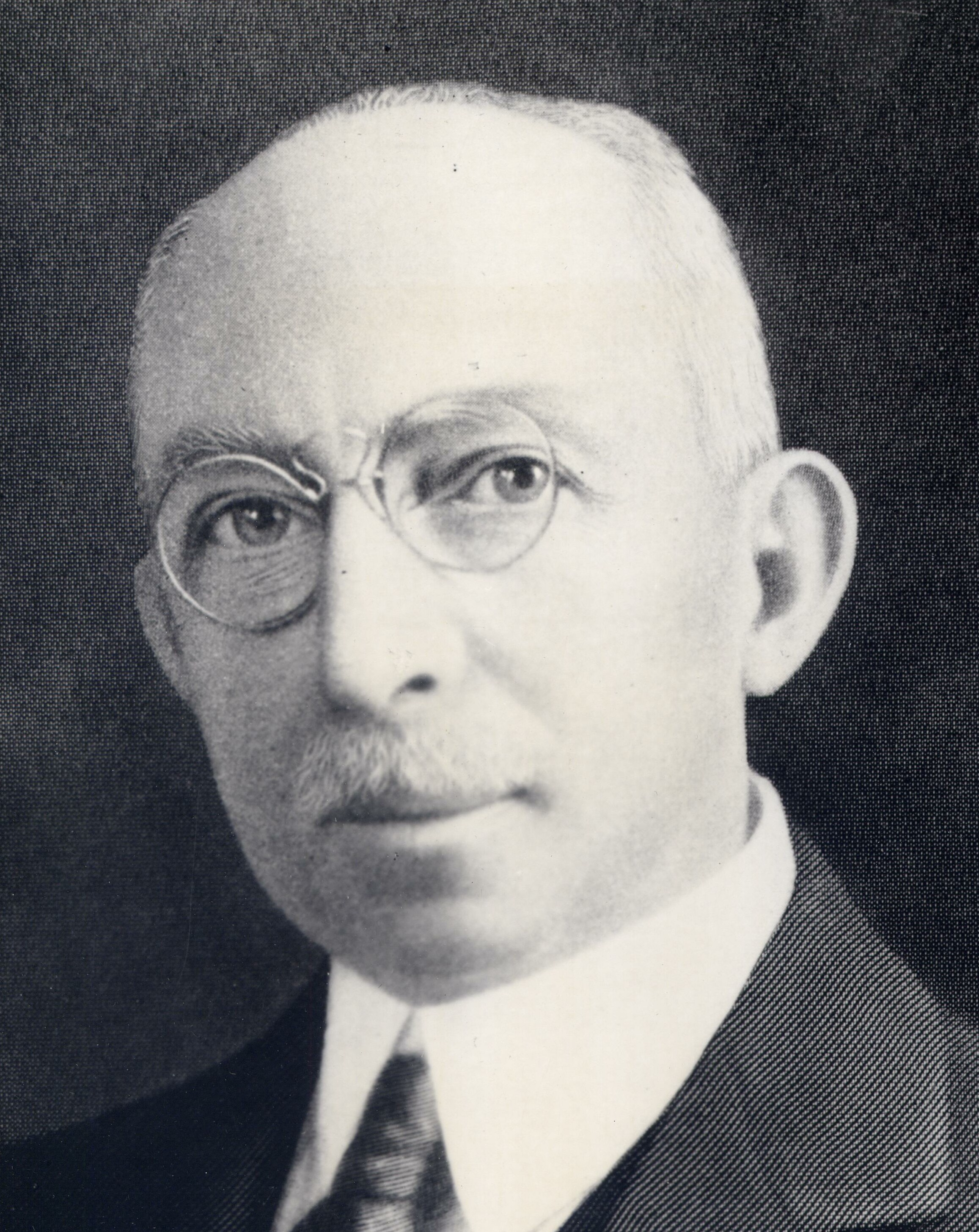
Louis Bamberger

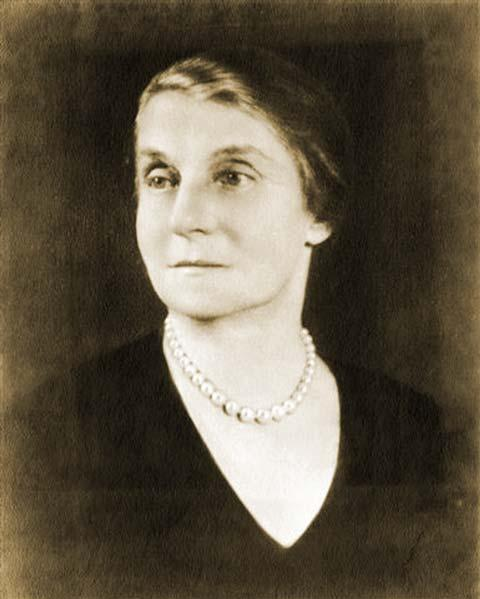
Caroline Bamberger Fuld

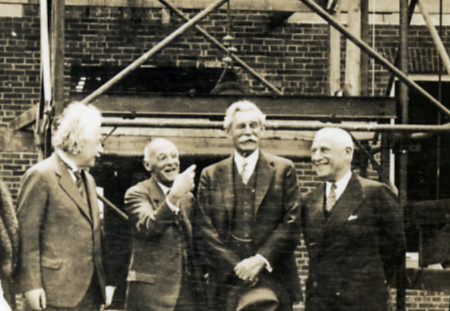
De izq. a der.: Albert Einstein, Abraham Flexner, John R. Hardin, and Herbert Maass en el IAS, Princeton, 22 de mayo de 1939

Flexner permaneció en la fundación durante dos años más atendiendo consultas y asesorando a las escuelas de medicina. Mientras tanto hizo una segunda publicación: "Medical Education in Europe" (La educación médica en Europa) (1912). En 1913 fue nombrado miembro de la "General Education Board" (Junta General de Educación), primero como secretario auxiliar y luego como secretario. Se trataba de un fundación privada promovida por el magnate John D. Rockefeller. Allí continuó su labor y también desarrolló programas filantrópicos para financiar la reorganización de muchas escuelas de medicina tanto públicas como privadas. Logró que muchos ricos y poderosos donaran grandes sumas para la creación o mejora de las escuelas de medicina. En 1928 Flexner dejó la fundación y siguió publicando. En 1930 apareció "Universities: American, English, German" (Universidades: Norteamericanas, Inglesas, Alemanas).

### Lincoln School
Con la ayuda de la Junta General de Educación (donde ocupaba el cargo de secretario), fundó otra escuela experimental "Lincoln School", que se inauguró en 1917, en cooperación con la facultad del Colegio de Profesores de la Universidad de Columbia.

### El Instituto de Estudios Avanzados
En inglés: "Institute for Advanced Study (IAS)", es una organización independiente fundada en 1930 por Flexner junto con los hermanos filántropos Louis Bamberger y Caroline Bamberger Fuld en Princeton (Nueva Jersey), en Estados Unidos, dedicada a la investigación posdoctoral, centro de investigación teórica y a la investigación intelectual.
Se financia en su totalidad por donaciones y regalos, y es uno de los ocho institutos de matemáticas estadounidenses financiados por la "National Science Foundation" (Fundación Nacional de Ciencia). Es el modelo para los otros ocho miembros del consejo de Institutos de Estudios Avanzados, cuenta de cuatro escuelas históricos, Matemáticas, Ciencias Naturales y Ciencias Sociales; también hay un programa de biología teórica.
Flexner había estudiado las escuelas europeas, como la Universidad de Heidelberg en Alemania, All Souls College, Oxford en Inglaterra, y el Collège de France en Paris queriendo establecer un centro de investigación avanzada similar en los Estados Unidos.
El principio del Instituto era la búsqueda del conocimiento por sí mismo. No hay programas de grado o instalaciones experimentales en el Instituto. La investigación nunca se contrae o se dirige; se deja a cada investigador individual perseguir sus propios objetivos. Establecido durante el ascenso del fascismo y el antisemitismo europeo, el IAS jugó un papel clave en la transferencia de capital intelectual entre Europa a América ayudando a muchos matemáticos prominentes a huir de Europa. Algunos, como Albert Einstein y Hermann Weyl (cuya esposa era judía ), encontraron un hogar en el nuevo instituto. Weyl como condición para aceptar, insistió en que el Instituto también convocara al gran pensador austro-húngaro John von Neumann. De hecho, el IAS se convirtió en una línea clave de vida para que grandes intelectuales pudieran salir de Europa. Einstein fue el primero de los convocados por Flexner y poco después fue seguido por el brillante estudiante del matemático Oswald Veblen, James Waddell Alexander II y el niño prodigio de la lógica Kurt Gödel. Flexner fue un afortunado al reclutar directamente a tantos pensadores brillantes y al mismo tiempo a los que vinieron con ellos. Por lo tanto, en 1934 el nuevo instituto fue llevado por seis de los matemáticos más destacados en el mundo. En 1935 el pionero de la física cuántica de origen austríaco, Wolfgang Ernst Pauli se convirtió en un miembro de la facultad. El Instituto de Estudios Avanzados de Princeton adquirió una gran reputación en el pináculo de la vida académica y científica, reemplazando a la Universidad de Göttingen, como el principal centro de las matemáticas en el siglo XX, conservando hasta el día de hoy su reputación.
Flexner se jubiló en 1939. En 1940 publicó su autobiografía con el título "I Remember: An Autobiography" (Yo Recuerdo: Una Autobiografía).

## Legado
- El "Informe Flexner" y su trabajo en la educación ha tenido un impacto duradero en la educación médica y superior. Los impactos específicos del " Informe Flexner " en la medicina estadounidense y canadiense incluyen:
  - El promedio de la calidad médica ha aumentado significativamente[25]
  - La medicina se ha convertido en una profesión lucrativa y muy respetada
  - Un médico debe recibir como mínimo una formación de seis años, preferiblemente ocho años de educación postsecundaria, por lo general en un entorno universitario
  - La educación médica se basa en la investigación, específicamente en los campos de la fisiología humana y la bioquímica
  - La investigación médica sigue los mismos protocolos que la investigación científica[26]
  - El gobierno debe aprobar la fundación de la escuela de medicina y éstas deben estar sujetas a la regulación estatal
  - Las ramas del estado de la Asociación Médica de Estados Unidos supervisan todas las facultades de medicina convencionales en cada estado
- El Instituto de Estudios Avanzados, que cofundó Flexner, ha estado llevando a cabo una investigación valiosa durante más de 80 años en el intento de entender las complejidades del mundo físico y de la humanidad

## Honores
- La Asociación Americana de Colegios Médicos creó el Premio Abraham Flexner por Servicios Distinguidos a la Educación Médica para reconocer anualmente a individuos que han hecho una contribución notable en esta especialidad en Estados Unidos.[27]
- El Colegio de Medicina de la Universidad de Kentucky creó los Premios Maestro Educador Abraham Flexner para reconocer el logro en seis categorías:
  - Liderazgo y Administración Educativa
  - Contribución a la Enseñanza
  - Innovación Educativa y Desarrollo Curricular
  - Evaluación e Investigación Educativa
  - Facultad de Desarrollo de la de Educación[28]
- Calle Abraham Flexner, en el centro de Louisville en el distrito hospitalario, nombrado por la Junta de Concejales de Louisville en noviembre de 1978 en su honor.